# Secrétaire d'État des Affaires étrangères du cabinet fantôme
Le Secrétaire d'État des Affaires étrangères du cabinet fantôme est un poste au sein du cabinet fantôme du Royaume-Uni qui s'occupe principalement de questions liées au Foreign Office. S'il est élu, la personne désignée comme secrétaire aux Affaires étrangères de l'ombre peut être prévu pour devenir le nouveau secrétaire d'État des Affaires étrangères.

## Liste des secrétaire d'État des Affaires étrangères du cabinet fantôme
| Nom | Nom                   | Portrait | Mandat            | Mandat            | Parti politique |
| --- | --------------------- | -------- | ----------------- | ----------------- | --------------- |
|     | Alfred Robens         |          | 14 décembre 1955  | 22 juillet 1956   | Travailliste    |
|     | Aneurin Bevan         |          | 22 juillet 1956   | 11 octobre 1959   | Travailliste    |
|     | Denis Healey          |          | 11 octobre 1959   | 2 novembre 1961   | Travailliste    |
|     | Harold Wilson         |          | 2 novembre 1961   | 14 février 1963   | Travailliste    |
|     | Patrick Gordon Walker |          | 14 février 1963   | 15 octobre 1964   | Travailliste    |
|     | R. A. Butler          |          | 15 octobre 1964   | 27 juillet 1965   | Conservateur    |
|     | Reginald Maudling     |          | 27 juillet 1965   | 11 novembre 1965  | Conservateur    |
|     | Christopher Soames    |          | 11 novembre 1965  | 13 avril 1966     | Conservateur    |
|     | Alec Douglas-Home     |          | 13 avril 1966     | 18 juin 1970      | Conservateur    |
|     | Denis Healey          |          | 20 juin 1970      | 19 avril 1972     | Travailliste    |
|     | James Callaghan       |          | 19 avril 1972     | 28 février 1974   | Travailliste    |
|     | Geoffrey Rippon       |          | 28 février f974   | 11 février 1975   | Conservateur    |
|     | Reginald Maudling     |          | 11 février 1975   | 11 avril 1976     | Conservateur    |
|     | John Davies           |          | 11 avril 1976     | 6 novembre 1978   | Conservateur    |
|     | Francis Pym           |          | 6 novembre 1978   | 4 mai 1979        | Conservateur    |
|     | Peter Shore           |          | 4 mai 1979        | 8 décembre 1980   | Travailliste    |
|     | Denis Healey          |          | 8 décembre 1980   | 13 juin 1987      | Travailliste    |
|     | Gerald Kaufman        |          | 13 juin 1987      | 24 juillet 1992   | Travailliste    |
|     | Jack Cunningham       |          | 24 juillet 1992   | 20 octobre 1994   | Travailliste    |
|     | Robin Cook            |          | 20 octobre 1994   | 2 mai 1997        | Travailliste    |
|     | John Major            |          | 7 mai 1997        | 11 juin 1997      | Conservateur    |
|     | Michael Howard        |          | 11 juin 1997      | 15 uin 1999       | Conservateur    |
|     | John Maples           |          | 15 juin 1999      | 2 février 2000    | Conservateur    |
|     | Francis Maude         |          | 2 février 2000    | 18 septembre 2001 | Conservateur    |
|     | Michael Ancram        |          | 18 septembre 2001 | 10 mai 2005       | Conservateur    |
|     | Liam Fox              |          | 10 mai 2005       | 6 décembre 2005   | Conservateur    |
|     | William Hague         |          | 6 décembre 2005   | 11 mai 2010       | Conservateur    |
|     | David Miliband        |          | 11 mai 2010       | 8 octobre 2010    | Travailliste    |
|     | Yvette Cooper         |          | 8 octobre 2010    | 20 janvier 2011   | Travailliste    |
|     | Douglas Alexander     |          | 20 janvier 2011   | 7 mai 2015        | Travailliste    |
|     | Hilary Benn           |          | 11 mai 2015       | 27 juin 2016      | Travailliste    |
|     | Emily Thornberry      |          | 27 juin 2016      | 5 avril 2020      | Travailliste    |
|     | Lisa Nandy            |          | 5 avril 2020      | 29 novembre 2021  | Travailliste    |
|     | David Lammy           |          | 29 novembre 2021  | 5 juillet 2024    | Travailliste    |
|     | Andrew Mitchell       |          | 8 juillet 2024    | 4 novembre 2024   | Conservateur    |
|     | Priti Patel           |          | 4 novembre 2024   | En cours          | Conservateur    |